# Ga Sa Lung
Ga Sa Lung là một nhà ga xe lửa tại xã Vĩnh Long, huyện Vĩnh Linh, tỉnh Quảng Trị. Nhà ga là một điểm của đường sắt Bắc Nam và nối với ga Thượng Lâm với ga Tiên An.

## Tai nạn và sự cố
Lúc 10:07 ngày 17/07/2021, tàu hàng SH4 do đầu máy D20E-003 (XNĐM Đà Nẵng) kéo 22 toa xe 988.5 tấn từ ga Sóng Thần (Bình Dương) đang thông qua ga Sa Lung trên đường số 2 (đường chính) để tiếp tục hành trình ra ga Giáp Bát (Hà Nội) thì đầu máy 003 và 5 toa xe bất ngờ bị trật bánh trên ghi N2/4 tại ga Sa Lung. Vụ tai nạn dù không gây thiệt hại về người nhưng đã làm chậm giờ của các đoàn tàu (HH7, SH3, SE7, HH10, HH62, 2414, 2416). Thông tuyến lúc 20:23 ngày 17/7 trên đường số 3 ga Sa Lung. Vụ tai nạn vẫn đang được điều tra, làm rõ.

## Các tuyến
- Đường sắt Bắc Nam